# سطح مدور

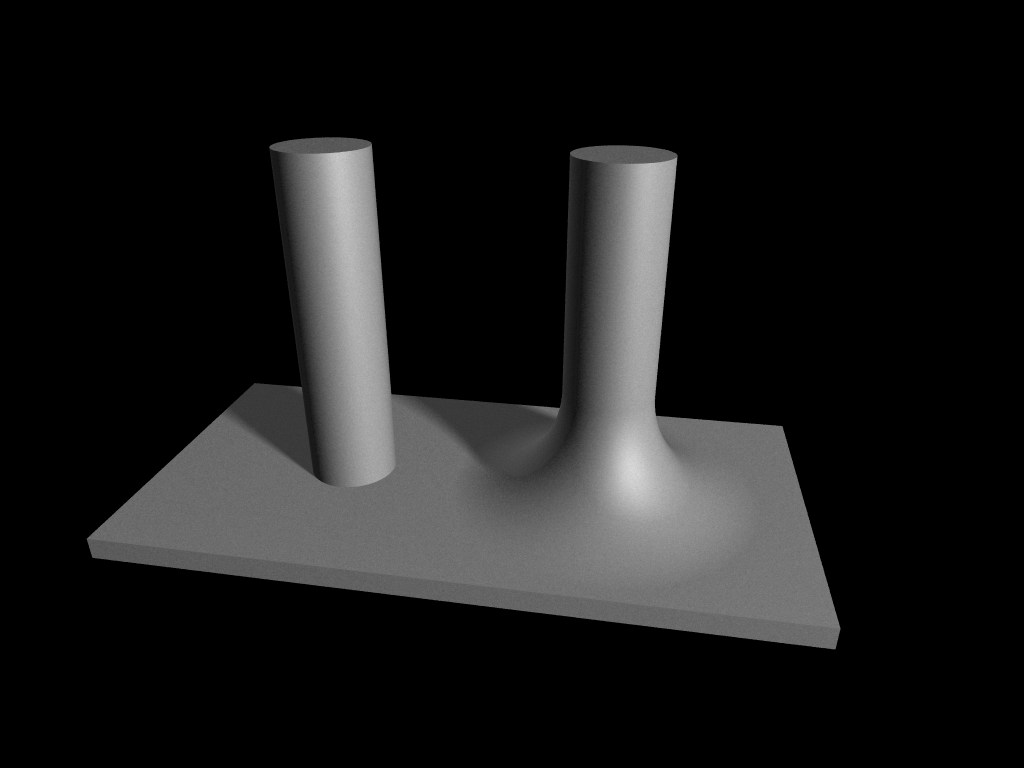
مثال على عمود بلا وصلة سطح مدور (يسار) وعمود بوصلة سطح مدور (يمين)

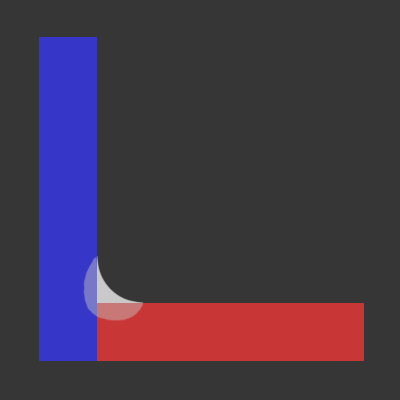
من الشائع العثور على سطوح مدورة حيث يُلْحَم جزآن معًا

في الهندسة الميكانيكية ، سطح مدور هي تدوير زاوية داخلية أو خارجية لقطعة باستخدام التصميم بمساعدة الحاسوب (CAD). تسمى الزاوية الداخلية أو الخارجية ذات زاوية أو نوع الشطفة "الشطيبة". هندسة السطوح المدورة، عندما تكون في الزاوية الداخلية فهي خط من دالة مقعرة، في حين أن السطوح المدورة الموجودة في الزاوية الخارجية عبارة هي دالة محدبة (في هذه الحالات، يشار إلىالسطوح المدورة عادةً على أنها مستديرة). تَظهر السطوح المدورة عادة على وصلات ملحومة.